# Theodore Schultz
Pour les articles homonymes, voir Schultz.
Theodore William Schultz (né le 30 avril 1902 à Arlington, mort le 26 février 1998 ) est un économiste américain spécialisé en économie du développement. Il s'est vu décerner en 1979 le prix Nobel en économie.

## Biographie
Theodore Schultz naît en 1902 Dans le Dakota du Sud, aîné de huit enfants, dans une famille de paysans tenant une petite ferme,.
Lorsque Schultz est en huitième année de sa scolarité, son père interrompt cette scolarité, pensant que si son fils aîné continuait à s'instruire, il serait moins enclin à travailler à la ferme. Theodore Schultz s'inscrit finalement au Collège d'agriculture de l'État du Dakota du Sud, dans un programme de trois ans qui se déroule quatre mois par an, pendant l'hiver. Pratiquement autocidacte en économie, il entre ensuite à l'université du Wisconsin pour préparer un doctorat qu'il obtient en 1930. Il devient ensuite professeur à l'université de l'Iowa de 1930 à 1943, puis à celle de Chicago jusqu'en 1961. Il dirige à l'université de Chicago le prestigieux département d'économie,,.
En 1960, Schultz devient président de l'American Economic Association et obtient en 1972 la médaille Walker, le titre le plus élevé délivré par cette association. Il obtient le prix dit Nobel d'économie en 1979, partageant cette récompense avec Arthur Lewis. 
Il meurt le 26 février 1998, défendant jusqu'au bout l'importance de l'activité agricole.

## Les principaux apports de Theodore Schultz
Contrairement à Arthur Lewis, Schultz critique le primat de l'industrie dans les processus de développement proposés. Il réfute l'idée, dominante à l'époque, d'une productivité marginale nulle dans l'agriculture dans l'ouvrage The economic organization of agriculture, publié en 1953.
Un autre apport de Schultz est l'élaboration de la notion de capital humain qui deviendra célèbre grâce aux travaux de Gary Becker. Il met en avant notamment la valeur économique de l'éducation et l'intérêt d'investir sur le capital humain.

## Publications
- 1951, Measures for Economic development of Underdeveloped Countries
- 1959, Investment in Man: An Economist’s View, The Social Service Review XXXIII, 2, June
- 1959, Human Wealth and Economic Growth, Humanist
- 1960, Capital Formation by Education, JPE
- 1961, Investment in Human Capital, AER
- 1962, Reflections on Investment in Man, JPE
- 1963, The Economic Value of Education, New York: Columbia University Press
- 1964, Transforming Traditional Agriculture
- 1971, Investment in Human Capital: The role of education and of research
- 1972, Human Resources, Human Capital: Policy issues and research opportunities
- 1975, The Value of the Ability to Deal with Disequilibria, J. Econ. Lit. 13, no. 3 (September 1975): 827–46
- 1978, Migration: An economist's view, in McNeil and Adams, editors, Human Migration
- 1979, Life Span, health, Savings and Productivity, with R. Ram, Econ Dev Cultural Change
- 1979, Concepts of Entrepreneurship and Agricultural Research. Kaldor Memorial Lecture, Iowa State University, October
- 1980, The Economics of Being Poor, JPE
- 1981, Investing in People: The Economics of Population Quality
- 1982, Investment in Entrepreneurial Ability, Scandinavian J. Econ. 82, no. 4, p. 437–48